# Max Eyth

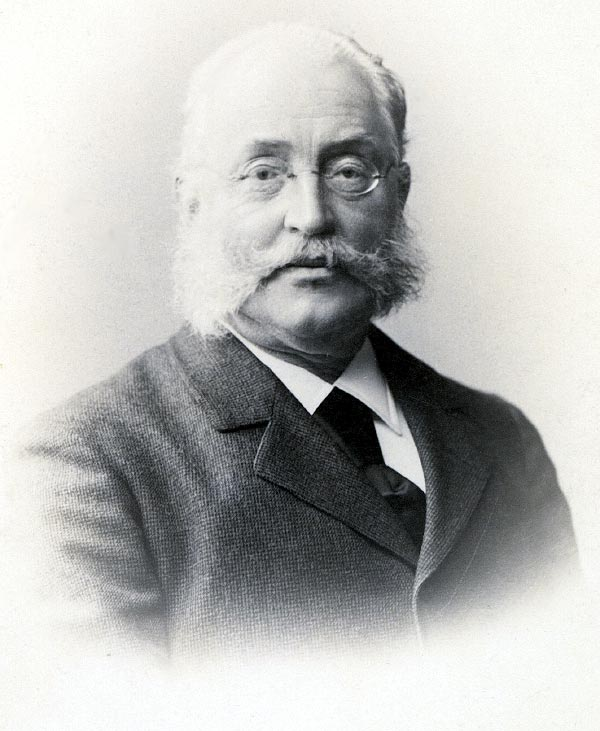
Max von Eyth.

Eduard Friedrich Maximilian (von) Eyth, född 6 maj 1836 i Kirchheim unter Teck, död 25 augusti 1906 i Ulm, var en tysk ingenjör och skriftställare. 
Eyth var 1858–60 anställd vid en maskinfabrik i Stuttgart och 1861–63 vid en dylik i Leeds, där han huvudsakligen ägnade sig åt tillverkning av lantbruksmaskiner. Han tillbringade därefter en följd av år på resor, i Egypten, Nordamerika, Västindien, Österrike-Ungern, Ryssland och Rumänien, i avsikt att befordra ångplogens införande i dessa länder. 
Bilder från sitt rörliga och händelserika liv tecknade han i arbetet Wanderbuch eines Ingenieurs. In Briefen (1871–76). Därjämte publicerade han åtskilliga andra skrifter, dels av tekniskt, dels av skönlitterärt innehåll, bland annat Agrikulturmaschinenwesen in Egypten (1867) och Volkmar, historisch-romantisches Gedicht (tredje upplagan 1876).